# La Maison des sept jeunes filles
Pour plus de détails, voir Fiche technique et Distribution.
La Maison des sept jeunes filles est un film français réalisé par Albert Valentin, d'après le roman éponyme de Georges Simenon, et sorti en 1942.

## Synopsis
Directeur d'une institution privée pour jeunes filles, Guillaume Adelin a sept filles à marier mais il a de gros soucis d'ordre pécuniaire car il n'est pas en mesure de rembourser les 200.000 francs qu'il a empruntés à un ancien négociant devenu veuf : M. Rorive. Ce dernier voudrait épouser l'une des sept sœurs, sans savoir laquelle, mais toutes s'y refusent. Pour le décourager, elles se présentent à lui en s'inventant les pires défauts.
Lorsque Coco Adelin fait la connaissance du jeune peintre Gérard de Boëldieu, et s'éprend de lui, toutes ses sœurs tombent aussitôt sous son charme, et quatre d'entre elles vont lui rendre visite tour à tour. Rorive, qui les épie, découvre alors que seule la visite de Rolande à Gérard suscite en lui une violente crise de jalousie.
Il demande aussitôt sa main à son père, mais Rolande le rejette et annonce qu'elle va se fiancer avec Gérard. Furieux, Rorive envoie un huissier au domicile de Guillaume au moment même où celui-ci donnait une réception à tous les Boëldieu du département..., ce qui provoque leur fuite car ils ont tous plus ou moins des démêlés de même nature avec les huissiers.
Mais tout finira bien : Rolande se rendra compte qu'elle n'aime pas Gérard, et elle acceptera finalement d'épouser Rorive, tandis que sa sœur Coco se fiancera avec Gérard de Boëldieu.

## Fiche technique
- Titre : La Maison des sept jeunes filles
- Titre flamand : Het huis der zeven jonge meisjes
- Réalisation : Albert Valentin
- Scénario : Maurice Blondeau, Charles Spaak (dialogues), Jacques Viot, d'après le roman de Georges Simenon, publié en 1969.
- Directeur artistique: Serge Piménoff
- Musique : Georges Van Parys
- Photographie : Jean Bachelet
- Montage : Jean Feyte
- Société de production : Regina Films
- Pays de production :  France
- Durée : 100 minutes
- Genre : Comédie
- Date de sortie : 
  - France : 6 février 1942

## Distribution
- André Brunot : Guillaume Adelin, le père des sept jeunes filles
- Jacqueline Pagnol : Coco Adelin, une des filles de Guillaume (créditée Jacqueline Bouvier)
- Gaby Andreu : Rolande Adelin, une des filles de Guillaume
- Josette Daydé : Huguette Adelin, une des filles de Guillaume
- Marianne Hardy : Roberte Adelin, une des filles de Guillaume
- Primerose Perret : Mimi Adelin, une des filles de Guillaume
- Geneviève Beau : Élisabeth Adelin, une des filles de Guillaume
- Solange Delporte : Clotilde Adelin, une des filles de Guillaume
- Marguerite Deval : Madame de Boëldieu
- Jean Pâqui : Gérard de Boëldieu
- Jean Tissier : Rorive
- Jean Rigaux : Fernando
- René Bergeron : l'huissier de Justice
- Paul Demange : le conseiller municipal
- Paul Faivre
- Madeleine Geoffroy